# Salsocolila calvinia
Salsocolila calvinia är en insektsart som beskrevs av Pieter D. Theron 1979. Salsocolila calvinia ingår i släktet Salsocolila och familjen dvärgstritar. Inga underarter finns listade i Catalogue of Life.